# Фарад
Фарад (симбол: F) је СИ јединица за електрични капацитет (названа по Мајклу Фарадеју). Кондензатор има вредност једног фарада када један кулон наелектрисања изазове потенцијалну разлику од једног волта на њему. У осталим СИ јединицама може да се запише као:
{\displaystyle {\mbox{C}}\cdot {\mbox{V}}^{-1}={\mbox{m}}^{-2}\cdot {\mbox{kg}}^{-1}\cdot {\mbox{s}}^{4}\cdot {\mbox{A}}^{2}}
Пошто је фарад веома велика јединица, вредности кондензатора се често пишу у микрофарадима, (μF), нанофарадима (nF) или пикофарадима (pF). Умношци већи од микрофарада се ретко користе у пракси, чак и за веће капацитете, тако да се капацитет од 4,7×10-3 F, на пример, најчешће пише као 4700 μF.
Фарад не би требало да се меша са фарадејем, (старом јединицом за наелектрисање, која је у новије време замењена кулоном) а који се још увек користи у физичкој хемији као једна од кључних електрохемијских величина.
Реципрочна вредност капацитета се зове еластанца, (нестандардна и не-СИ) величина чија је јединица дараф.

## Дефиниција
Један фарад се дефинише као капацитивност преко које, када је наелектрисан са једним кулоном, постоји разлика потенцијала од једног волта. Исто тако, један фарад се може описати као капацитет који складишти наелектрисање од једног кулона преко потенцијалне разлике од једног волта.
Однос између капацитивности, наелектрисања и разлике потенцијала је линеаран. На пример, ако се разлика потенцијала на кондензатору преполови, количина наелектрисања коју тај кондензатор чува такође ће бити преполовљена.
За већину апликација, фарад је непрактично велика јединица капацитивности. Већина електричних и електронских апликација покривена је следећим СИ префиксима:
- 1  (милифарад, хиљадити део (10−3) фарада) =
- 1  (микрофарад, милионити део (10−6) фарада) =
- 1  (нанофарад, милијардити део (10−9) фарада) =
- 1  (пикофарад, билионити део (10−12) фарада) =

### Једнакости
Фарад је изведена јединица заснована на четири од седам основних јединица Међународног система јединица: килограм (kg), метар (m), секунда (s) и ампер (A).
Изражен у комбинацијама СИ јединица, фарад је:
{\displaystyle {\text{F}}={\dfrac {{\text{s}}^{4}{\cdot }{\text{A}}^{2}}{{\text{m}}^{2}{\cdot }{\text{kg}}}}={\dfrac {{\text{s}}^{2}{\cdot }{\text{C}}^{2}}{{\text{m}}^{2}{\cdot }{\text{kg}}}}={\dfrac {\text{C}}{\text{V}}}={\dfrac {{\text{A}}{\cdot }{\text{s}}}{\text{V}}}={\dfrac {{\text{W}}{\cdot }{\text{s}}}{{\text{V}}^{2}}}={\dfrac {\text{J}}{{\text{V}}^{2}}}={\dfrac {{\text{N}}{\cdot }{\text{m}}}{{\text{V}}^{2}}}={\dfrac {{\text{C}}^{2}}{\text{J}}}={\dfrac {{\text{C}}^{2}}{{\text{N}}{\cdot }{\text{m}}}}={\dfrac {\text{s}}{\Omega }}={\dfrac {1}{\Omega {\cdot }{\text{Hz}}}}={\dfrac {\text{S}}{\text{Hz}}}={\dfrac {{\text{s}}^{2}}{\text{H}}},}
где је F = фарад, C = кулон, V = волт, W = ват, J = џул, N = њутн.

## Историја
Термин „фарад“ су првобитно сковали Латимер Кларк и Чарлс Брајт 1861. године, у част Мајкла Фарадeја, за јединицу количине наелектрисања, али је до 1873. фарад постао јединица за капацитет. Године 1881. на Међународном конгресу електричара у Паризу, назив фарад је званично коришћен за јединицу електричног капацитета.

## Објашњење
Кондензатор се генерално састоји од две проводне површине, које се често називају плочама, одвојене изолационим слојем који се обично назива диелектрик. Оригинални кондензатор је био Лејденска тегла развијена у 18. веку. То је акумулација електричног набоја на плочама која резултира капацитивношћу. Савремени кондензатори су конструисани коришћењем низа производних техника и материјала да би се обезбедио изузетно широк опсег вредности капацитивности које се користе у електронским апликацијама од фемтофарада до фарада, са максималним напонским оценама у распону од неколико волти до неколико киловолти.
Вредности кондензатора се обично наводе у фарадима (F), микрофарадима (μF), нанофарадима (nF) и пикофарадима. Милифарад се ретко користи у пракси (капацитивност од 4,7 mF (0,0047 ), на пример, уместо тога се записује као 4700 μF), док је нанофарад неуобичајен у Северној Америци. Величина комерцијално доступних кондензатора креће се од око 0,1  до 5000F (5 ) суперкондензатора. Паразитска капацитивност у интегрисаним колима високих перформанси може се мерити у фемтофарадима, док тестна опрема високих перформанси може да открије промене у капацитивности реда десетина атофарада (1 aF = 10−18 ).
Вредност од 0,1  је отприлике најмања доступна у кондензаторима за општу употребу у електронском дизајну, пошто би мањим доминирали паразитски капацитети других компоненти, ожичења или штампаних плоча. Вредности капацитивности од 1  или мање могу се постићи увртањем две кратке дужине изоловане жице заједно.
Капацитет Земљине јоносфере у односу на тло је израчунат на око 1 .

### Неформална и застарела терминологија
Пикофарад (pF) се понекад колоквијално изговара као „паф” или „пик”, као у „десет-пико кондензатору”. Слично, „mic” (изговара се „мик”) се понекад неформално користи за означавање микрофарада.
Често су се користиле и користе се нестандардне скраћенице. Фарад је скраћено записује као „f”, „fd” и „Fd”. За префикс „micro-“, када грчко мало слово „μ“ или стари микро знак „μ“ није доступан (као на писаћим машинама) или је незгодан за унос, често се замењује са „u“ или „У” сличног изгледа, уз мали ризик од могуће забуне. Такође је понекад замењује са „M“ или „m“ који слично звуче, што може бити збуњујуће јер M званично представља 1.000.000, а m преферентно означава 1/1000. У текстовима пре 1960. године и на кондензаторским пакетима све до недавно, „микрофарад“ је скраћиван са „mf“ или „MFD“ уместо модерног „μF“. У каталогу Радио Шака из 1940. године наведене су оцене сваког кондензатора у „Mfd.“, од 0,000005 Mfd. (5 pF) до 50 Mfd. (50 μF).
„Микромикрофарад“ или „микро-микрофарад“ је застарела јединица која се налази у неким старијим текстовима и ознакама, садржи нестандардни метрички двоструки префикс. То је тачно еквивалентно пикофараду (pF). Скраћено је μμF, uuF или (збуњујуће) „mmf“, „MMF“ или „MMFD“.
Преглед застарелих јединица капацитивности: (варијације великим/малим словима нису приказане)
- (микрофарад) =
- (пикофарад) =

### Повезани концепти
Реципрочна вредност капацитета назива се електрична еластанца, чија је (нестандардна, не-СИ) јединица дараф.

## CGS јединице
Абфарад (скраћено abF) је застарела  јединица капацитивности једнака 109 фарада (1 гигафарад, GF).
Статфарад (скраћено statF) је ретко коришћена CGS јединица еквивалентна капацитивности кондензатора са наелектрисањем од 1 статкулона преко потенцијалне разлике од 1 статволта. То је 1/(10−5c2) фарад, отприлике 1,1126 пикофарада.